# 白花三宝木
白花三宝木（学名：Trigonostemon leucanthus）为大戟科三宝木属的植物，为中国的特有植物。分布于中国大陆的广西等地，常生长在山间谷地灌丛中，目前尚未由人工引种栽培。

## 异名
- Trigonostemon leucanthus Airy Shaw var. hainanensis H. S. Kiu